# 하시바 히데카쓰 (이시마쓰마루)
하시바 히데카츠(일본어: 羽柴 秀勝 はしば ひでかつ[*], 생년 미상 - 덴쇼 4년 10월 14일 (1576년 11월 4일))는 아즈치모모야마 시대의 인물이다. 하시바 히데요시가 오미 나가하마성 성주 시기에 얻은 장남으로, 아명은 이시마츠마루 (石松丸) 또는 이시마츠(石松)이다.
다른 히데카츠 (오츠기마루 히데카츠, 코키치 히데카츠)와 구별하기 위해 사가들은 편의상 이를 이시마츠마루 히데카츠 또는 이시마루 히데카츠라고 부르기도 한다.

## 약력
히데요시가 나가하마성 성주 시절에 얻은 첫 남자아이였다는 전승이 있다. 생모는 여러 설이 있으나, 두 경우 모두 후궁이고, 히데카츠는 서장자이다.
"히데카츠(秀勝)"의 첫 이름은, 하시바씨의 유래와 같이, 오다가의 슈쿠로 니와 나가히데(秀)와 시바타 카츠(勝)이에의 두 명의 편휘를 받은 것이라고 생각되고 있지만, 마찬가지로 사료적 뒷받침은 없다. 히데요시는 뒤늦게 양자로 삼은 오다 노부나가의 넷째 아들과 미요시 요시후사의 둘째 아들에게도 같은 이름을 붙혔다. 
덴쇼 4년 (1576년) 10월 14일, 히데카츠가 사망하였다.
나가하마에 지금도 전해지는 히키야마마츠리는 덴쇼 2년 (1574년)에 히데요시가 아들이 태어난 것을 축하하기 시작했다는 전승이 있다.

### 생모는 이설이 있다
호곤지의 「치쿠부시마 봉가장」에는 「오우치카타(御内方)」 (정실인 네네), 「오오카타도노(大方殿)」 (어머니 나카)에 이어, 「이시마츠마루(石松丸)」, 「미나미도노(南殿)」라는 이름이 적혀있는데, 이는 히데요시의 자녀와 그의 어머니인 측실을 기록한 것으로 추정되며, 쿠와타 타다치카는 이 기록때문에 생모는 측실인 미나미도노일 것으로 추측하고 있으나, 핫토리 히데오는 측실 치고는 기진액이 상당히 적으며, 하물며 이치마츠마루의 어머니라는 설에는 아무런 근거가 없다고 반박한다.
한편, 묘호지 사전에는 생모는 마츠노마루도노(松の丸殿, 쿄고쿠 타츠코)이라고 적혀있는데, 그녀가 히데요시의 측실이 된 것은 덴쇼 11년 (1583년) 무렵이며, 덴쇼 2년 (1572년)에 히데카츠를 낳았다는 내용은 측실이 되었을 것으로 추정되는 시기와 상당한 차질이 있고, 당시에는 아직 남편인 타케다 모토아키가 살아있었을 시기였다. 키노시타 카츠토시와 키노시타 토시후사에도 모토아키와 타츠코의 아들이라는 기설이 있으나, 신빙성에는 문제가 있다.

## 기록ㆍ유물

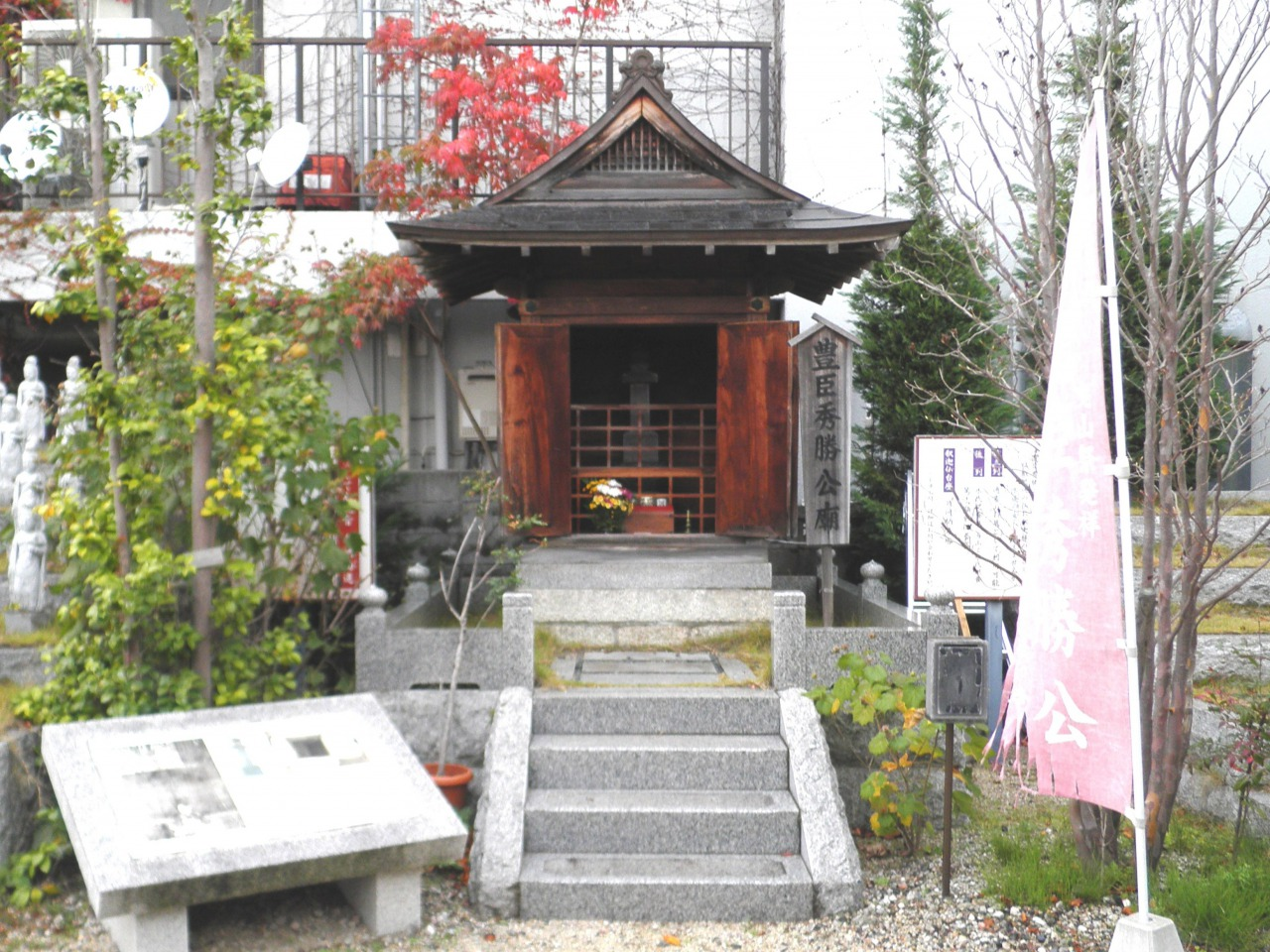
시가현 나가하마시 묘호지의 하시바 히데카츠 묘

시가현 나가하마시의 묘호지에는 하시바 히데카츠 상으로 여겨지는 어린아이 모습의 6~7 남아를 그린 초상화가 소장되어있었다. 이는 소실되어 현존하지 않지만, 법요용의 족자 「본광원조각거사그림상」의 사진이 다수 남아있다.
이외에도 덴쇼 4년 10월 14일 명문과 법명 "조각령위(朝覺靈位)"라고 기록된 공양탑이 남아있다. 동시의 조동종 흥복산 도쿠쇼지에는 위패가 있으며, 법명은 "본광원조각거사(本光院朝覚居士)"로 되어있다.
이곳 첫태종 보생산 치젠인에는 덴쇼 4년 10월 14일, 히데요시의 아들 히데카츠가 요절한 까닭에 같은 달 22일, 불교 공료로 이카군 이노구치에서 30석의 사령이 주어뎠다는 전설이 있다.
헤이세이 14년 (2002년), 묘소를 이축할 때 발굴 조사가 있었으며, 아즈치모모야마 시대 초기 다이묘 양식의 "석곽묘(石囲い箱棺墓)"가 출토되었다. 매장자는 알려져 있지 않지만, 하시바 히데카츠의 무덤 전승이 있던 장소로부터의 발견이며, 그 가능성이 있다고 여겨진다. 새로운 무덤의 발견에 의해서, 전술한 석조갓탑파 (제목식 사탑파)가 아울러 시지정 문화재로 되었다.

## 비실재설ㆍ비친자설
이러한 방증이 있음에도 불구하고, 히데카츠의 실재를 의문시하는 목소리 (비실재설)는 남아있지만, 고증적 견지에서는 히데카츠라는 인물이 덴쇼 4년 (1576년)에 사망했다는 것은 사실로 추정할 수 있다. 히데카츠가 히데요시의 아들로 묻혀있는 것도 확실할 것이다.
그러나 히데카츠가 히데요시의 첫 아들인 것으로 추정한다 하더라도, 첫 번째 친자였는지는 의문이라는 의견이 있고, 근거로 삼는 사료는 앞서 설명한 추정 외에는 존재하지 않으므로 이를 밝힐 수 없다는 문제가 있다. 묘호지는 히데요시의 누나 닛슈니가 개기가 된 즈이류지와 깊은 관계에 있고, 두 절은 모두 일련종이어서 본광원 조각거사는 닛슈니의 아들로 히데츠구 등과 형제로 마찬가지로 히데요시의 양자가 됐다는 추론이 성립한다는 설(와타나베의 설)이 있다.
사가의 의견은 나뉘어져 있으며, 앞서 설명한 와타나베 요스케는 "친자인지, 양자인지는 불분명하지만 태합의 자식이었다는 것은 사실이다"는 불명확한 입장을 취하지만, 쿠와타 타다치카는 친자설을 주장했고, 오와다 테츠오도 쿠와타의 설의 영향을 받아 친자설을 지지한다. 미야모토 요시미도 "어려서 죽은 외동아이인 친자를 도저히 잊을 수 없어, 후에 양자로 차례차례 히ㄷ카츠의 휘를 사용한 것은 아닐까"라고 친자설을 취하고 있었다. 이에 후쿠다 치즈루는 친자설은 확증이 없다고 의문을 표했다.
현지에 있는 나가하마성 역사박물관에서는 모리오카 에이이치 당시 부참사가 "히데요시가 양자로 차례로 히데카츠라고 명명하고 있는 것으로 보아 히데요시가 히데카츠라는 자칭에 상당한 애착이 있었던 것은 의심할 바 없으며, 최초의 히데카츠가 친자일 확률은 높다"고 적어 친자설을 유력하게 밝힌 반면, 오오타 히로시 관장 (당시 학예원)은 "쿠와타설은 완전한 족집게로, 히데요시 연구의 일인자에게는 실례이지만, 역사학의 논증으로는 성립하지 않는다"고 비친자설을 표했다. 핫토리 히데오는 (고증적으로는 불성립이라는 점에서) "완전히 그럴 것이다"라고 오오타설을 지지하고, 비친자설을 주장하고 있다.